# Berezivka, Hrebinka
Berezivka (în ucraineană Березівка) este localitatea de reședință a comunei Berezivka din raionul Hrebinka, regiunea Poltava, Ucraina.

## Demografie
Componența lingvistică a localității Berezivka
     Ucraineană (95,84%)
     Rusă (3,88%)
Conform recensământului din 2001, majoritatea populației localității Berezivka era vorbitoare de ucraineană (95,84%), existând în minoritate și vorbitori de rusă (3,88%).